# 血の勲章

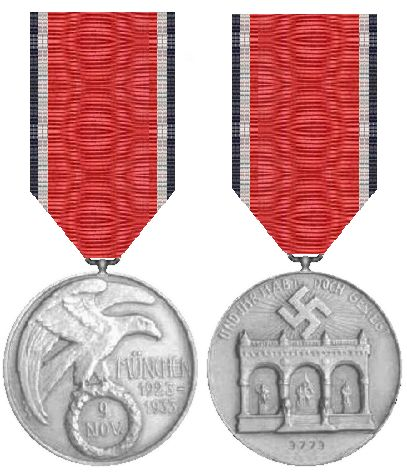
1923年11月9日記念メダル2型。綬はボタンホールが無いので、オリジナルではないと思われる。番号は3773番。

血の勲章（独：Blutorden）は、国家社会主義ドイツ労働者党（ナチ党）の徽章である。1923年11月9日のミュンヘン一揆を記念したメダルで、ナチ党の栄章の中でも最上位に位置する。日本では”ブルート勲章”や”血盟勲章”の表記も見られる。

## 制定
ミュンヘン一揆参加者の顕彰のために1934年3月15日に制定された。
制定当初の正式名称は「1923年11月9日名誉章（Ehrenzeichen vom 9. November 1923）」であったが、1938年5月30日以降には「血の勲章」（Blutorden）が正式名称となった。血の勲章の名はミュンヘン一揆の際の「血染めの旗(Blutfahne)」に由来する。
1938年5月30日の総統令により改称と共に授与対象者が拡大され、ほぼ同じデザインのものが1938年8月27日に発行された。

## デザイン
1934年と1938年に発行されたものでは若干の差異があり、1934年版は1型（1st Pattern）、1938年版は2型（2nd Pattern）と呼ばれている。メダルは直径40.5ミリのスモーク処理が施された銀製、重量は1型が22.9gで2型が17.5g。メダルの表面には花輪に乗った鷲がデザインされ、右側に「ミュンヘン　1923年‐1933年」（München 1923-1933）の文字、花輪の中には「11月9日」（9.Nov.）の日付が入っていた。日付はミュンヘン一揆の日、年号はミュンヘン一揆からナチ党の権力掌握までの党の闘争時代を示している。1934年版と1938年版では鷲の尾の長さが異なる。裏面には鉤十字が乗せられたフェルトヘルンハレ（ミュンヘン一揆のデモ隊が警官隊に銃撃されたオデオン広場のロッジア）が浮き彫りにされ、その上に「UND IHR HABT DOCH GESIEGT（それでも貴方達は勝利した）」という文字が刻印されている。フェルトヘルンハレの下には銀の純度表示とシリアルナンバーが刻印されており、1型では純度表示が上だが、2型は逆になっている。銀の純度は1型が990なのに対し、2型は800である。

## 佩用式
佩用には幅35ミリの綬（リボン）を使用する。綬は鉄十字章と同じく国家色の黒白赤を基調としているが、鉄十字の物に比べると黒の部分が小さく逆に赤の部分が多い。これは血の色を意識したためといわれている。
ボタンホールが空いており、制服右胸ポケットのフラップに綬を巻き付け、そのボタンホールにフラップボタンを通して止めるようになっていた。そして、普段は綬のみを略綬として同様に着用した。
胸ポケットのない制服を着用している場合は二級鉄十字章の綬と同様に前合わせのボタンホールから斜めに佩用する。

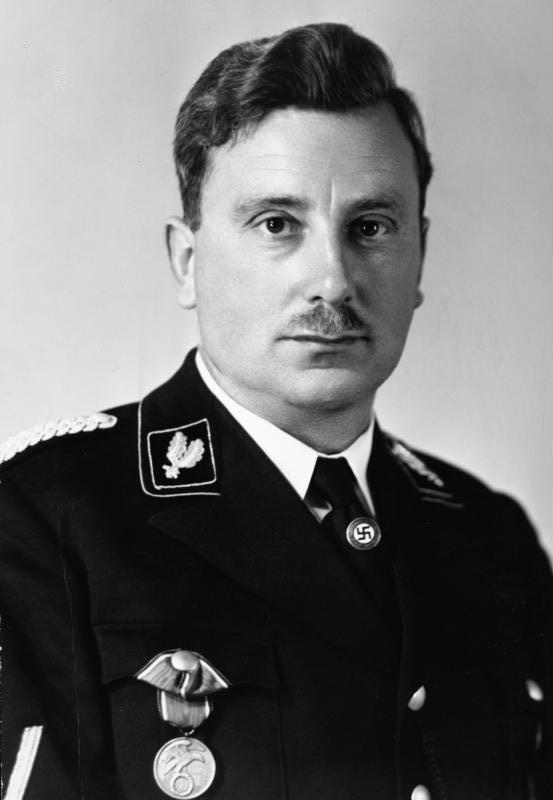
右胸に1923年11月9日記念メダルを着けたエミール・モーリス
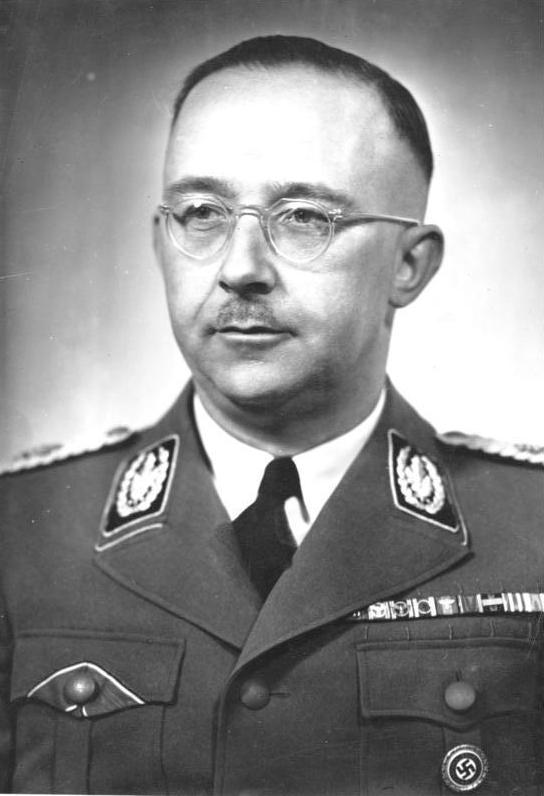
右胸に1923年11月9日記念メダルの略綬を着けたハインリヒ・ヒムラー　左胸ポケットには黄金ナチ党員バッジ（当時はまだ「黄金党員名誉章」）が付いている

## 主な受章者
- マックス・アマン[9]
- ヨーゼフ・ディートリヒ[10]
- アドルフ・ヒトラー[11]
- ハインリヒ・ヒムラー[12]
- ヴィルヘルム・フリック[13]
- ハンス・フランク[13]
- フィリップ・ボウラー[14]
- エミール・モーリス[15]
- ロベルト・ライ[8]
- アントン・ドレクスラー（ナチ党創設者）[16]